# Zanger Rinus
Cathrinus (Rinus) Dijkstra (Drachten, 19 oktober 1969), beter bekend onder zijn artiestennaam Zanger Rinus, is een Nederlandse zanger.

## Levensloop
In 2009 bracht Rinus het lied Hey Marlous uit, een bewerking van het nummer Schöne Maid, hast Du heut' für mich Zeit van de Duitse zanger Tony Marshall uit 1972. Hey Marlous gaat over zangeres Marlous Oosting. Onder het grote publiek kreeg hij er bekendheid mee doordat het televisieprogramma De Wereld Draait Door er in een uitzending aandacht aan besteedde in de rubriek De tv draait door.
Hierna volgden nog meer clips, zoals Hé Kastelein (2010) en Met Romana op de Scooter. Dat laatste lied werd op 8 juli 2011 op YouTube gezet en werd binnen vijf dagen meer dan 300.000 keer bekeken. Het nummer trok ook internationaal bekijks: op het Amerikaanse nieuwsblog The Huffington Post werd een artikel aan de clip gewijd.
Zijn nummer met Ronnie Ruysdael Eet veel bananen, gepubliceerd op 24 december 2012, is op YouTube ruim 8 miljoen keer bekeken.
In zijn videoclips is vaak zijn levenspartner Debora Siepman (sinds 1998) te zien. Beiden zijn ook te zien in de clip bij het nummer Make you pop van Don Diablo. Siepman overleed op 7 juni 2024.

## Singles
- Hey Marlous (2009)  (origineel van Tony Marshall met Schöne Maid, hast Du heut' für mich Zeit)
- Ik ben een kermiskind (2009)
- Verliefd op het meisje van de oliebollenkraam (2009) (origineel van De Slijpers met De Slijpers van Parijs)
- Hé kastelein (2010)
- Ushi Dushi (2010)
- Met Romana op de scooter (2011), nr. 98 iTunes Top 100 (origineel van Vader Abraham met Uche, uche, uche) (geschreven door Mike Jansen)
- De rups (2011)
- Jij mag eerder rijden (Kiele kiele kiele een auto heeft 4 wielen) (2011)
- Heb jij mijn piek gezien? (2011)
- My Jinglebells Are Gone (2011)
- Make you pop (2012)
- We are de Sjampions (2012) (EK-hit)
- Met Sharon in een luchtballon (2012)
- Eet veel bananen (2012) (met Ronnie Ruysdael)
- Op de bakfiets naar Tirol (2013)
- Hey Marlous (Duitse versie) (2013)
- Koele Piet Piet Piet (2013)
- Clean This Shit Up (2013) (met o.a. Rapper Sjors, De Stoopjes, Johan Bos en Eric van Tijn)
- Waar moet ie in? (2014) (WK-hit)
- Carnaval met Rinus (2015)
- De straat is mijn camping (2015)
- Oh Chantal! (Wanneer blijf je bij me slapen?) (2016)
- Doutzen (2017)
- De Rode Duivels (2018) (WK-hit)
- Witte Broek En Rode Trui (2022) (Ottersum anthem)
- Wil je mij wel even aaien (2023)

## Hitnotaties

### Singles
| Single met eventuele hitnotering(en) in de Nederlandse Top 40 | Datum van verschijnen | Datum van binnenkomst | Hoogste positie | Aantal weken | Opmerkingen                                                |
| ------------------------------------------------------------- | --------------------- | --------------------- | --------------- | ------------ | ---------------------------------------------------------- |
| Hey Marlous                                                   | 2009                  | -                     |                 |              | Nr. 7 in de Single Top 100                                 |
| Eet veel bananen                                              | 2013                  | -                     |                 |              | met Ronnie Ruysdael & Debora / Nr. 30 in de Single Top 100 |